# 李希
李希（1956年10月—），甘肃两当人，中国共产党、中华人民共和国政治人物，正国级领导人，现任中共中央政治局常委、中央纪律检查委员会书记。1975年1月参加工作，1982年1月加入中国共产党。毕业于西北师范学院（现西北师范大学）中文系汉语言文学专业，拥有清华大学经济管理学院高级管理人员工商管理硕士学位。
李希是中共第十七、十八届候补中央委员，十九、二十届中央委员、中央政治局委員，二十届中央政治局常委，中共第二十届中央纪律检查委员会委员、常委、书记。李希虽然与中共中央总书记习近平没有直接工作交集，因他曾是习仲勋同乡，时任中共甘肃省委书记李子奇的秘书以及长期在陕甘地区工作等渊源，被視為習近平親信，但也有观点认为李希是中共内部相对独立于习近平派系。

## 生平

### 甘肃省
李希于1956年10月出生于两当县云屏乡，1975年7月，他在家乡云屏公社担任干部，开始步入政坛，并于1976年调赴两当县文教局工作。文化大革命结束后，李希于1978年3月考入西北师范大学中文系，1982年1月在校加入中共，同年从学校毕业。
大学毕业后，李希进入中共甘肃省委直属机关工作，曾历任省委宣传部秘书处干事，省委办公厅书记办公室副处级秘书，省委组织部副处长、处长；后又于1995年至1997年担任中共兰州市西固区区委书记，兰州市委常委、组织部长、市委副书记，中共张掖地委书记、市委书记。2004年，李希重回中共甘肃省委机关，出任省委秘书长。

### 陕西省
2004年12月，调往陕西，任省委常委、兼省委秘书长；2006年5月起，兼任延安市委书记；并在次年秋召开的中共十七大当选候补中央委员。
根据《北京青年报》的公开报道提供的信息，2006年，时任延安市委书记的李希和延安下属各县的县委书记、县长等曾组团赴上海市考察。2007年，习近平任上海市委书记，上海警备区党委第一书记。之后，习近平曾插过队的延安市延川县梁家河村的村民2007年、2008年、2011年、2014年四次写信给习近平，每一次都能寄到习近平手里。习近平亦每次都给梁家河村写回信，表达对梁家河村深厚感情。澎湃新闻援引陕西日报报道，2008年7月29日受时任省委书记赵乐际等委托，李希曾到梁家河给村民传达习近平的复信。

### 上海市
2011年5月，李希调任中共上海市委常委、组织部部长。2013年4月，升任上海市委副书记，成为时任市委书记韩正的副手。5月到2014年7月期间李希在中组部安排下兼任中国浦东干部学院第一副院长，兼任期间赵乐际任学院院长。

### 辽宁省
2014年4月，调任中共辽宁省委副书记，辽宁省人民政府副省长、代省长。2014年5月30日，辽宁省第十二届人大常委会第十次会议上被补选为第十二届全国人民代表大会代表。2014年10月17日，辽宁省第十二届人民代表大会第三次会议，正式当选辽宁省省长。2015年5月，中共中央宣布，李希接任中共辽宁省委书记。

### 广东省
2017年10月25日，61岁的李希在中共十九屆一中全會當選中共中央政治局委员，晋升副国级，成为党和国家领导人。10月28日，接替胡春华出任中共广东省委书记。2018年2月24日，当选为第十三届全国人大代表。

### 中纪委
2022年10月23日，66岁的李希在中共二十届一中全会当选中共中央政治局常委（排名第七），晋升正国级，接替赵乐际当选为中国共产党中央纪律检查委员会书记，在党内分管纪检事务。28日，不再兼任广东省委书记，由中共中央宣传部部长黄坤明接任。

### 与习近平的关系
出生于甘肃两当，而两当是习近平的父亲、中共元老习仲勋和其他人1932年发动兵变的地方。李希曾长期在甘肃任职，在1982年从甘肃师范学院毕业后，一直到1986年担任习仲勋的老部下及陕西老乡、时任甘肃省委书记李子奇的秘书。有报道说，李希常陪伴李子奇到北京、深圳探望习仲勋，由此与习近平相熟。2022年5月，李希作省委工作报告时，吹捧习近平是思想上的“定盘星”、行动上的“指南针”，并称广东的成绩靠的是习近平“定于一尊、一锤定音的权威”和“山高水长的关怀厚爱”。